# Kalendarium pierwszego rządu Marka Belki
Kalendarium pierwszego rządu Marka Belki opisuje powołanie pierwszego rządu Marka Belki, zmiany na stanowiskach ministrów, sekretarzy stanu, podsekretarzy stanu, wojewodów i wicewojewodów a także zmiany personalne na kierowniczych stanowiskach w urzędach centralnych podległych Radzie Ministrów.

## Zmiany w rządzie
Lista zmian personalnych na stanowiskach ministrów, sekretarzy stanu i podsekretarzy stanu.

### Rok 2004
| Powołanie | Odwołanie |
| 2 maja 2004 | 2 maja 2004 |
| --- | --- |
| - Jerzego Hausnera na urzędy wiceprezesa Rady Ministrów oraz ministra gospodarki i pracy, - Izabeli Jarugi-Nowackiej na urzędy wiceprezesa Rady Ministrów oraz ministra-członka Rady Ministrów, - Włodzimierza Cimoszewicza na urząd ministra spraw zagranicznych, - Sławomira Cytryckiego na urząd ministra-członka Rady Ministrów, - Waldemara Dąbrowskiego na urząd ministra kultury, - Ryszarda Kalisza na urząd ministra spraw wewnętrznych i administracji, - Michała Kleibera na urząd ministra nauki i informatyzacji, - Wojciecha Olejniczaka na urząd ministra rolnictwa i rozwoju wsi, - Krzysztofa Opawskiego na urząd ministra infrastruktury, - Krzysztofa Patera na urząd ministra polityki społecznej, - Andrzeja Raczko na urząd ministra finansów, - Wojciecha Rudnickiego na urząd ministra zdrowia, - Marka Sadowskiego na urząd ministra sprawiedliwości, - Mirosława Sawickiego na urząd ministra edukacji narodowej i sportu, - Jacka Sochy na urząd ministra skarbu państwa, - Jerzego Swatonia na urząd ministra środowiska, - Jerzego Szmajdzińskiego na urząd ministra obrony narodowej, - Dariusza Jadowskiego na stanowiska podsekretarza stanu w KPRM oraz rzecznika prasowego rządu. | - Izabeli Jarugi-Nowackiej ze stanowisk sekretarza stanu w KPRM i Pełnomocnika Rządu ds. Równego Statusu Kobiet i Mężczyzn. - Krzysztofa Patera ze stanowisk sekretarza stanu i Pełnomocnika Rządu do Spraw Reformy Systemu Zabezpieczenia Społecznego w Ministerstwie Gospodarki, Pracy i Polityki Społecznej, - Marka Sadowskiego ze stanowiska podsekretarza stanu w Ministerstwie Sprawiedliwości, |
| 5 maja 2004 | |
| - Dariusza Witkowskiego na stanowisko podsekretarza stanu w Ministerstwie Finansów. | - Jacka Piechoty ze stanowiska sekretarza stanu w Ministerstwie Gospodarki, Pracy i Polityki Społecznej, - Andrzeja Szarawarskiego ze stanowiska sekretarza stanu w Ministerstwie Skarbu Państwa, - Leszka Zielińskiego ze stanowiska sekretarza stanu-Pełnomocnika Rządu do Spraw Osób Niepełnosprawnych, - Cezarego Miżejewskiego ze stanowiska podsekretarza stanu Ministerstwie Gospodarki, Pracy i Polityki Społecznej, - Krystyny Gurbiel ze stanowiska podsekretarza stanu Ministerstwie Gospodarki, Pracy i Polityki Społecznej, - Małgorzaty Okońskiej-Zaremby ze stanowiska podsekretarza stanu w Ministerstwie Gospodarki, Pracy i Polityki Społecznej, - Ireny Herbst ze stanowiska podsekretarza stanu Ministerstwie Gospodarki, Pracy i Polityki Społecznej, - Krzysztofa Krystowskiego ze stanowiska podsekretarza stanu Ministerstwie Gospodarki, Pracy i Polityki Społecznej, - Marka Szczepańskiego ze stanowiska podsekretarza stanu w Ministerstwie Gospodarki, Pracy i Polityki Społecznej, - Mirosława Zielińskiego ze stanowiska podsekretarza stanu w Ministerstwie Gospodarki, Pracy i Polityki Społecznej, - Józefa Woźniakowskiego ze stanowiska podsekretarza stanu w Ministerstwie Skarbu Państwa. |
| 6 maja 2004 | |
| - Jacka Piechoty na stanowisko sekretarza stanu Ministerstwie Gospodarki i Pracy. - Leszka Zielińskiego na stanowisko sekretarza stanu-Pełnomocnika Rządu do Spraw Osób Niepełnosprawnych w Ministerstwie Polityki Społecznej, - Tadeusza Szulca na stanowisko sekretarza stanu w Ministerstwie Edukacji Narodowej i Sportu, - Krystyny Gurbiel na stanowisko podsekretarza stanu Ministerstwie Gospodarki i Pracy, - Cezarego Miżejewskiego na stanowisko podsekretarza stanu Ministerstwie Polityki Społecznej, - Tomasza Nowakowskiego na stanowisko podsekretarza stanu w Urzędzie Komitetu Integracji Europejskiej, - Małgorzaty Okońskiej-Zaremby na stanowisko podsekretarza stanu Ministerstwie Gospodarki i Pracy, - Jacka Kluczkowskiego na stanowisko podsekretarza stanu w KPRM, - Ireny Herbst na stanowisko podsekretarza stanu Ministerstwie Gospodarki i Pracy, - Krzysztofa Krystowskiego na stanowisko podsekretarza stanu Ministerstwie Gospodarki i Pracy, - Marka Szczepańskiego na stanowisko podsekretarza stanu Ministerstwie Gospodarki i Pracy, - Mirosława Zielińskiego na stanowisko podsekretarza stanu w Ministerstwie Gospodarki i Pracy.                                            | - Franciszka Potulskiego i Tadeusza Szulca ze stanowisk sekretarza stanu i podsekretarza stanu w Ministerstwie Edukacji Narodowej i Sportu, - Jerzego Łankiewicza ze stanowiska sekretarza stanu w Ministerstwie Sprawiedliwości. |
| 7 maja 2004 | |
| – | - Aleksandry Jakubowskiej ze stanowisk sekretarza stanu w KPRM i szefa Gabinetu Politycznego Premiera, - Jacka Uczkiewicza ze stanowiska podsekretarza stanu w Ministerstwie-Generalnego Inspektora Informacji Finansowej w Ministerstwie Finansów. |
| 10 maja 2004 | |
| - Igora Chalupca, podsekretarza stanu w Ministerstwie Finansów na Generalnego Inspektora Informacji Finansowej w Ministerstwie Finansów. | – |
| 11 maja 2004 | |
| - Wiesława Szczuki na stanowisko podsekretarza stanu w Ministerstwie Finansów. | - Ryszarda Michalskiego ze stanowiska podsekretarza stanu w Ministerstwie Finansów. |
| 14 maja 2004 | |
| - Rafała Baniaka na stanowisko podsekretarza stanu w Ministerstwie Polityki Społecznej. | - Marcina Kaszuby ze stanowiska podsekretarza stanu w KPRM. |
| 19 maja 2004 | |
| – | - Marka Wikińskiego ze stanowiska sekretarza stanu w KPRM. |
| 11 czerwca 2004 | |
| – | - Jerzego Hausnera z urzędów wiceprezesa Rady Ministrów oraz ministra gospodarki i pracy (powołany na te urzędy 2 maja 2004), - Izabeli Jarugi-Nowackiej z urzędów wiceprezesa Rady Ministrów oraz ministra-członka Rady Ministrów (powołana na te urzędy 2 maja 2004), - Włodzimierza Cimoszewicza z urzędu ministra spraw zagranicznych (powołany na ten urząd 2 maja 2004), - Sławomira Cytryckiego z urzędu ministra-członka Rady Ministrów (powołany na ten urząd 2 maja 2004), - Waldemara Dąbrowskiego z urzędu ministra kultury (powołany na ten urząd 2 maja 2004), - Ryszarda Kalisza z urzędu ministra spraw wewnętrznych i administracji (powołany na ten urząd 2 maja 2004), - Michała Kleibera z urzędu ministra nauki i informatyzacji (powołany na ten urząd 2 maja 2004), - Wojciecha Olejniczaka z urzędu ministra rolnictwa i rozwoju wsi (powołany na ten urząd 2 maja 2004), - Krzysztofa Opawskiego z urzędu ministra infrastruktury (powołany na ten urząd 2 maja 2004), - Krzysztofa Patera z urzędu ministra polityki społecznej (powołany na ten urząd 2 maja 2004), - Andrzeja Raczko z urzędu ministra finansów (powołany na ten urząd 2 maja 2004), - Wojciecha Rudnickiego z urzędu ministra zdrowia (powołany na ten urząd 2 maja 2004), - Marka Sadowskiego z urzędu ministra sprawiedliwości (powołany na ten urząd 2 maja 2004), - Mirosława Sawickiego z urzędu ministra edukacji narodowej i sportu (powołany na ten urząd 2 maja 2004), - Jacka Sochy z urzędu ministra skarbu państwa (powołany na ten urząd 2 maja 2004), - Jerzego Swatonia z urzędu ministra środowiska (powołany na ten urząd 2 maja 2004), - Jerzego Szmajdzińskiego z urzędu ministra obrony narodowej (powołany na ten urząd 2 maja 2004). |